# Baron Churston
Baron Churston, of Churston Ferrers and Lupton in the County of Devon, ist ein erblicher britischer Adelstitel in der Peerage of the United Kingdom.
Familiensitz der Barone ist Yowlestone House bei Tiverton in Devon.

## Verleihung
Der Titel wurde am 2. August 1858 dem konservativen Unterhausabgeordneten Sir John Yarde-Buller, 3. Baronet verliehen.
Er hatte bereits 1833 von seinem Vater Sir Francis Buller-Yarde-Buller, 2. Baronet (1767–1833) den fortan nachgeordneten Titel Baronet, of Lupton House in the County of Devon, geerbt, der am 13. Januar 1790 in der Baronetage of England seinem Großvater Sir Francis Buller, 1. Baronet (1746–1800) verliehen worden war.
Heutiger Titelinhaber ist seit 2023 sein Ur-ur-ur-urenkel Benjamin Yarde-Buller als 6. Baron.

## Liste der Barone Churston (1858)
- John Yarde-Buller, 1. Baron Churston (1799–1871)
- John Yarde-Buller, 2. Baron Churston (1846–1910)
- John Yarde-Buller, 3. Baron Churston (1873–1930)
- Richard Yarde-Buller, 4. Baron Churston (1910–1991)
- John Yarde-Buller, 5. Baron Churston (1934–2023)
- Benjamin Yarde-Buller, 6. Baron Churston (* 1974)

Titelerbe (Heir apparent) ist der Sohn des aktuellen Titelinhabers Hon. Joseph Yarde-Buller (* 2004).